# Saint-Sauveur (Somme)
Saint-Sauveur è un comune francese di 1 385 abitanti situato nel dipartimento della Somme nella regione dell'Alta Francia.

## Società

### Evoluzione demografica
Abitanti censiti